# Botond Balogh
Botond Balogh (Sopron, Hungría, 6 de junio de 2002) es un futbolista húngaro. Juega de defensa y su equipo es el Parma Calcio 1913 de la Serie A de Italia. Es internacional absoluto por la selección de Hungría desde 2021.

## Trayectoria
Formado en las inferiores del MTK Budapest y el Parma Calcio 1913, debutó en el primer equipo de este último el 28 de octubre de 2020 ante el Pescara por la Copa Italia. Debutó en la Serie A el 31 de octubre ante el Inter de Milán.

## Selección nacional
Formó parte de la selección sub-17 de Hungría que disputó el Campeonato Europeo Sub-17 de la UEFA 2019 y la Copa Mundial de Fútbol Sub-17 de 2019.
Debutó con la selección de Hungría el 12 de noviembre de 2021 ante San Marino en las clasificatorias mundialistas.

### Participaciones en Eurocopas
| Copa          | Sede     | Resultado    | Partidos | Goles |
| ------------- | -------- | ------------ | -------- | ----- |
| Eurocopa 2024 | Alemania | Primera fase | 0        | 0     |

## Clubes
| Club              | País   | Año           |
| ----------------- | ------ | ------------- |
| Parma Calcio 1913 | Italia | 2020-presente |

## Palmarés

### Campeonatos nacionales
| Título  | Club         | País   | Año     |
| ------- | ------------ | ------ | ------- |
| Serie B | Parma Calcio | Italia | 2023-24 |